# 717 v.Chr.

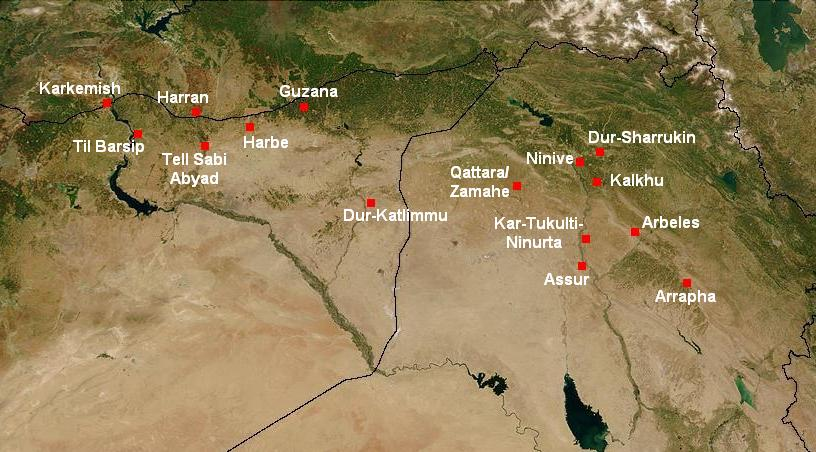
De ligging van Dur-Sharrukin en Assur

Het jaar 717 v.Chr. is een jaartal in de 8e eeuw v.Chr. volgens de christelijke jaartelling.

## Gebeurtenissen

### Egypte
- Koning Bakenrenef (717 - 712 v.Chr.) de tweede farao van de 24e dynastie van Egypte.

### Mesopotamië
- Koning Shutruk-nahhunte II heerser over het koninkrijk Elam.

### Assyrië
- Koning Sargon II begint een veldtocht tegen het onafhankelijke Carchemish en annexeert het.
- De Assyriërs voeren campagne om de Neo-Hittitische vorstendommen onder het gezag van Assur te brengen.
- Sargon II begint een strafexpeditie tegen de Griekse piraten.
- Stichting van Dur-Sharrukin, de nieuwe Assyrische hoofdstad.

## Overleden
- Tefnachte, farao van Egypte